# Furnarius
Furnarius – rodzaj ptaków z podrodziny garncarzy (Furnariinae) w rodzinie garncarzowatych (Furnariidae).

## Zasięg występowania
Rodzaj obejmuje gatunki występujące w Ameryce Południowej.

## Morfologia
Długość ciała 12–23 cm, masa ciała 23–65 g.

## Systematyka

### Etymologia
Furnarius: łac. furnarius „piekarz”, od furnus „piec”; w aluzji do charakterystycznego gniazda w kształcie pieca garncarza rdzawego.

### Podział systematyczny
Do rodzaju należą następujące gatunki:
- Furnarius figulus (M.H.C. Lichtenstein, 1823) – garncarz brazylijski
- Furnarius torridus P.L. Sclater & Salvin, 1866 – garncarz rzeczny
- Furnarius leucopus Swainson, 1838 – garncarz jasnonogi
- Furnarius cristatus Burmeister, 1888 – garncarz czubaty
- Furnarius minor von Pelzeln, 1858 – garncarz mały
- Furnarius rufus (J.F. Gmelin, 1788) – garncarz rdzawy